# Inés Rosales
Inés Rosales är ett spanskt företag i Sevilla. Det tillverkar konditorivaror och andalusiska sötsaker. Den viktigaste produkten är tortas de aceite (en rund och platt brödkaka).

## Historia
Företaget grundades 1910 av 18-åriga Inés Rosales Cabello, Castilleja de la Cuesta. Företagets säte är nu i utkanten av Huévar del Aljarafe. Från början transporterade hon sina tortas i videkorgar och sålde dem i La Pañoleta, i Camas, comarcan Aljarafe, och vid järnvägsstationen Plaza de Armas i Sevilla.  Bröden var bakade av henne själv enligt ett familjerecept. Las tortas gjorde sig populära i Spanien tack vare de förbipasserande resenärerna vid järnvägsstationen. Företaget växte och stadgade sig och ombildades 1982 till sociedad anónima.

## Produkter
Företagets främsta produkt är tortas de aceite men man producerar också polvorones, tortitas con canela, cortadillos de cidra, pestiños de miel, pestiños de azúcar, roscos fritos, hojaldres och torrijas.
Företaget är den viktigaste producenten av de traditionella tortas de aceite. Det finns två andra producenter, Upita de los Reyes och Hermanos Prieto Gordillo, i Castilleja de la Cuesta.

## Erkännande
År 2013 tilldelade EU-komissionen beteckningen Traditional speciality guaranteed på tortas de aceite, och definierade dem som "traditionell sötsak från Andalusien, manuellt framställd med aceite de oliva virgen extra"